# جيمس أ. كوالسكي
جيمس أ. كوالسكي (بالإنجليزية: James A. Kowalski)‏ هو كاهن أنجليكاني أمريكي، ولد في 11 سبتمبر 1951 في نيويورك في الولايات المتحدة.